# Готланд (лен)
Лен Го́тланд (швед. Gotlands län) — лен Швеции, в состав которого входят острова Готланд, Форё, Готска-Сандён, Стура-Карлсё и ряд других более мелких островов. Административно состоит из единственной одноимённой коммуны. Административный центр — город Висбю. Территория лена совпадает с территорией одноименной исторической провинции.

Карта лена Готланд